# Trophée Maurice Filion
Trophée Maurice Filion (ang. Maurice Filion Trophy) – nagroda przyznawana najlepszemu menadżerowi generalnemu w kanadyjskiej lidze juniorskiej w hokeju na lodzie QMJHL.

## Lista nagrodzonych
- 2016–2017: Joël Bouchard, Blainville-Boisbriand Armada
- 2015–2016: Gilles Bouchardu, Rouyn-Noranda Huskies
- 2014–2015: Martin Moudou, Shawinigan Cataractes
- 2013–2014: Steve Ahern, Baie-Comeau Drakkar
- 2012–2013: Philippe Boucher, Rimouski Océanic
- 2011–2012: Joël Bouchard, Blainville-Boisbriand Armada
- 2010–2011: Mike Kelly, Saint John Sea Dogs
- 2009–2010: Dominic Ricard, Drummondville Voltigeurs
- 2008–2009: Dominic Ricard, Drummondville Voltigeurs
- 2007–2008: Jacques Beaulieu, Saint John Sea Dogs
- 2006–2007: Pascal Vincent, Cape Breton Screaming Eagles
- 2005–2006: Ted Nolan, Moncton Wildcats